# شکوفه صفری

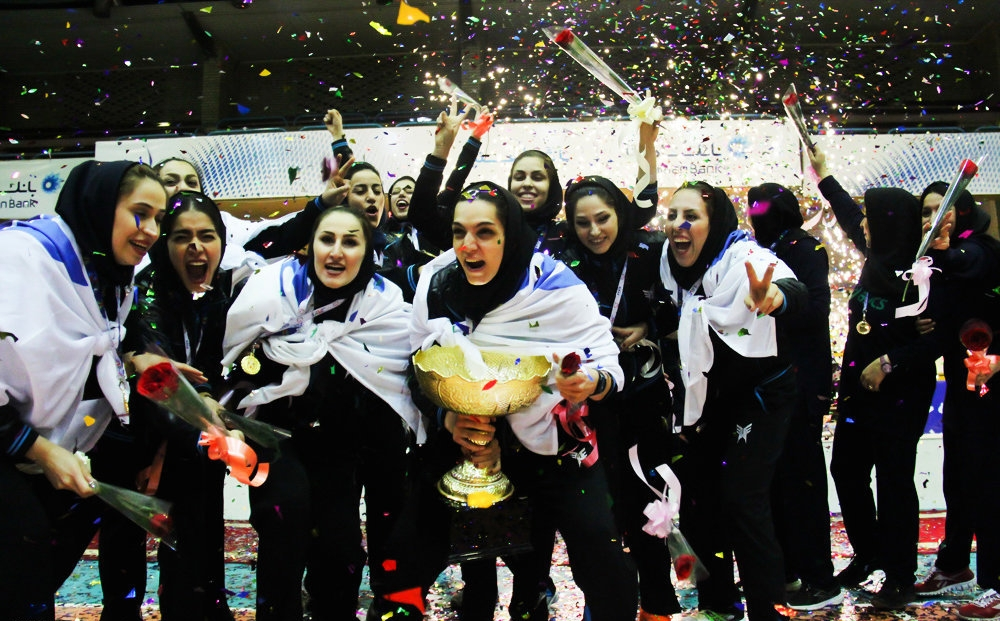
جشن قهرمانی تیم دانشگاه آزاد. جام قهرمانی لیگ ۱۳۹۳ در دستان مائده برهانی و شکوفه صفری.

شکوفه صفری (زاده ۱۶ اسفند ۱۳۶۷ در زرین شهر) بازیکن تیم ملی والیبال زنان ایران است. وی سابقه بازی در تیم‌های ذوب آهن اصفهان، گیتی پسند اصفهان، دانشگاه آزاد، سالوت تهران و نامی نو اصفهان در لیگ برتر ایران را دارد. وی در پست مدافع وسط بازی می‌کند.

## افتخارات ورزشی

### لیگ برتر والیبال کشور
- قهرمانی: لیگ ۱۳۹۳ (دانشگاه آزاد)
- نایب قهرمانی: لیگ ۱۳۸۹ (ذوب‌آهن اصفهان)[نیازمند منبع]، لیگ ۱۳۹۴ (دانشگاه آزاد)
- سومی: لیگ ۱۳۹۷ (نامی نو اصفهان)،[۸][۹][۱۰] لیگ ۱۳۹۵ و لیگ ۱۳۹۲ (دانشگاه آزاد)[۱۱]